# Tenosique de Pino Suárez
Tenosique de Pino Suárez (röviden Tenosique) város Mexikó Tabasco államának délkeleti részén a guatemalai határhoz közel, Tenosique község központja. 2010-ben körülbelül 32 600-an lakták.

## Fekvése
A település egy közel sík területen fekszik Tabasco állam délkeleti részén az Usumacinta folyó jobb partján, Guatemala határától 25 km-re északra. Tenosique a végpontja a 203-as szövetségi főútnak, mely a Chiapas államban található El Suspiro mellett csatlakozik a 186-os úthoz.

## Története
A város neve a maja nyelvből ered, a ta-na-tsiic szóösszetétel jelentése fonóház. A Pino Suárez utótagot 1915-ben kapta arra emlékezve, hogy itt született 1869-ben José María Pino Suárez politikus, aki 1911-től 1913-as meggyilkolásáig az ország alelnöke volt a Madero-kormányban.
A terület már időszámításunk előtt ezer évvel lakott lehetett, de az igazi fejlődés a klasszikus maja korban következett be a 4. századtól kezdve, az Usumacinta folyó ekkortól kezdve már jelentős vízi útvonalnak számított, összekapcsolva a tengerparti és a szárazföld belsejében található településeket.
Az első spanyolok 1525-ben érkeztek meg ide Hernán Cortés hondurasi expedíciója során. Mind Cortés, mind naplóíró katonája, Bernal Díaz del Castillo megemlíti, hogy találtak egy Zagoatezpan nevű települést, ami navatl nyelven pont azt jelenti, amit maja nyelven Tenosique neve.
1540-től kezdve ferences és domonkos hittérítők látogattak el a vidékre, a folyó partján pedig elkezdtek növekedni a települések, köztük Tenosique is, melynek neve az 1579-ben Melchor de Alfaro y Santa Cruz által készített Tabasco-térképen már megjelent.
A 19. század közepéig a Balancán nevű partido részét képezte, 1854-ben azonban Antonio López de Santa Anna elnök rendelete megalkotta a Carmen nevű területi egységet, Tenosique ebbe került bele. 1879. november 7-én megkapta a villa rangot, ekkor neve Tenosique de Cuauhtémocra változott. Miután az államot községekre osztották, 1883-ban Tenosique lett az azonos nevű község központja.
1836-ban járvány, 1868-ban pedig áradás pusztított a városban, ennek ellenére lassan és folyamatosan fejlődött. 1900-ban hozták létre az első áramtermelő erőmávet, 1906. március 16-án kezdte meg működését a város első telefonvonala, mely Usumacinta faluval kötötte össze, négy év múlva pedig egy amerikai kereskedőtársaság hivatalos kereskedelmi vízi útvonalat nyitott a folyón.
1915-ben ciudad rangra emelkedett és megkapta jelenlegi nevét. 1935-ben kezdődött meg a vasútéptés, de csak 1947-ben érkezett meg az első személyvonat a városba. A Miguel Orrico de los Llanosról elnevezett városi piac 1956-ban nyílt meg.

## Népesség
A település népessége a közelmúltban folyamatosan növekedett:
| Év   | Lakosság |
| ---- | -------- |
| 1990 | 23 562   |
| 1995 | 29 134   |
| 2000 | 30 042   |
| 2005 | 31 392   |
| 2010 | 32 579   |

## Turizmus, látnivalók

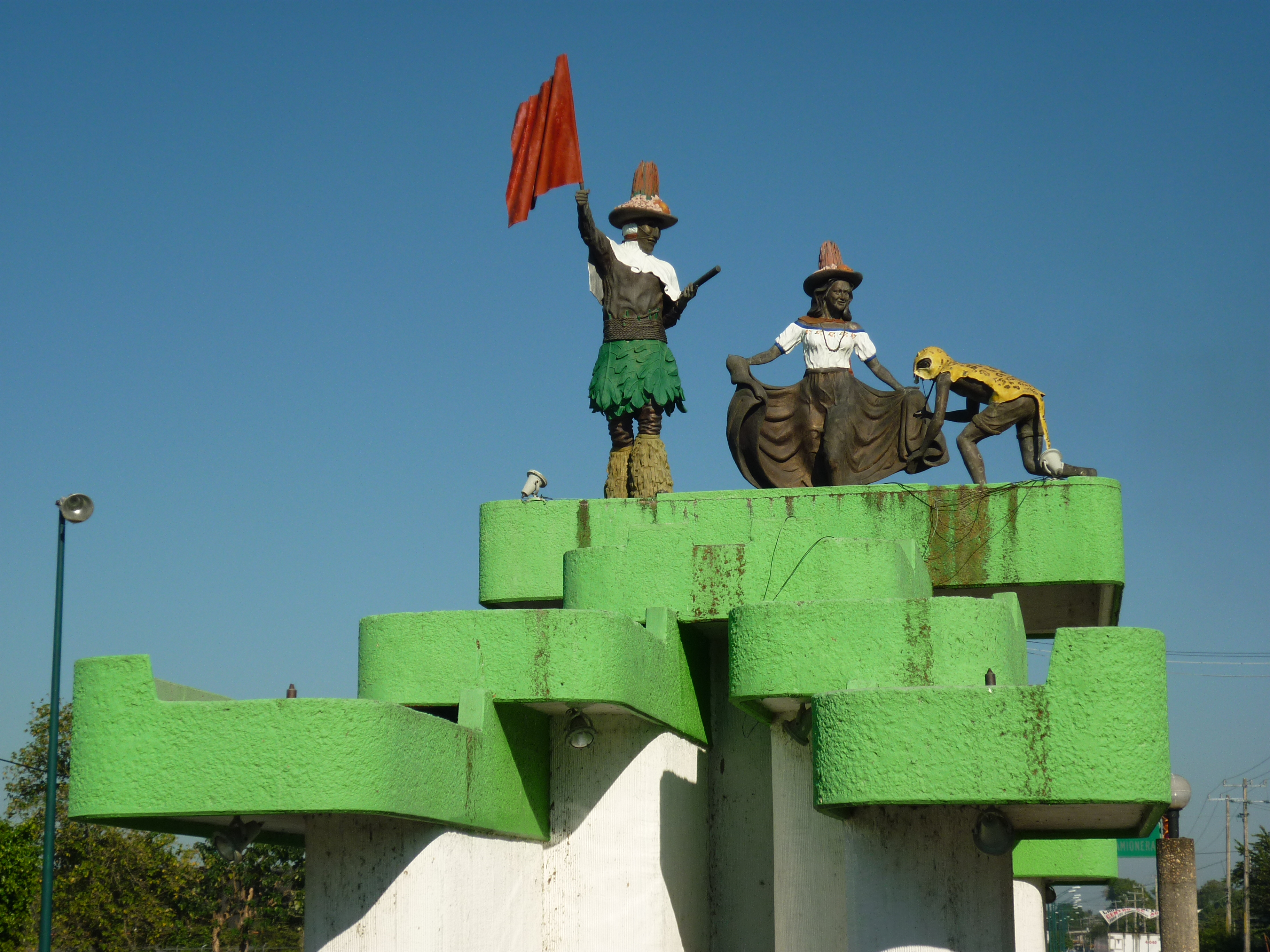
A pochó-tánc szobra

A település legjelentősebb műemléke José María Pino Suárez egykori háza. A politikusnak szobrot is emeltek a városban, csakúgy, mint a helyi pochó néptáncosoknak. Ez a tánc a híres tenosiquei karnevál egyik jelképe is. A különös, prehispán korból származó szokásokat és viseleteket is bemutató karnevált minden év januárjában és februárjában rendezik meg.